# Groupe TVN
Le Groupe TVN (en polonais : TVN Grupa Discovery) est un groupe audiovisuel privé polonais, créé en 1995. Il est détenu par l'entreprise américaine Discovery et est notamment propriétaire de la chaîne de télévision commerciale TVN.

## Histoire

### Création et développement
En mars 1997, le conseil national de radiodiffusion polonais octroie une licence d'émission à la toute nouvelle société TVN Sp. z o.o. pour la diffusion d'une nouvelle chaîne de télévision, nommée TVN, dans les régions septentrionales et centrales du pays.
En mars 2015, Scripps Networks Interactive acquiert 52,7 % de TVN pour 613 millions d'euros à ITI Group et à Vivendi. Le 4 octobre 2015, TVN en Pologne signe un contrat de distribution avec Disney Media Distribution pour des premières diffusions, des émissions en rattrapage et des séries. Scripps Networks Interactive disparaît en 2018 au profit de Discovery.

### Conflits avec le gouvernement polonais (2020-2021)
Le Groupe TVN et le gouvernement polonais du parti politique d'extrême droite Droit et justice (PiS) sont en conflit depuis 2020. Un groupe de parlementaires issus de ce parti ont soumis au parlement un amendement interdisant les compagnies médiatiques extérieures à l'espace économique européen de posséder des chaînes de radio ou de télévision en Pologne, signifiant que le groupe Discovery, américain et majoritaire au sein du groupe, serait forcé de céder ses droits sur celui-ci, tout en sachant que sa filiale polonaise tient une position critique vis-à-vis de ce même gouvernement,. Le parti Alliance, pourtant allié du PiS, s'y est opposé et a proposé une modification stipulant que les entreprises de l'OCDE seraient les seules à être autorisées à détenir plus de 49 % des parts des groupes audiovisuels, télévisuels et radiophoniques polonais, signifiant cette fois-ci que Discovery ne pourrait posséder plus de 49 % des parts du groupe,.
En août 2021, la proposition du PiS est votée à 228 voix contre 216, avec 10 votes d'abstention. L'autorisation de diffusion des chaînes du groupe a donc expiré le 26 septembre 2021,,.

## Chaînes
| Logo | Nom                        | Description                                                            |
| ---- | -------------------------- | ---------------------------------------------------------------------- |
|      | TVN                        | chaîne généraliste nationale                                           |
|      | TVN 7                      | chaîne généraliste nationale destinée aux jeunes                       |
|      | TTV                        | chaîne généraliste nationale                                           |
|      | TVN24                      | chaîne d'information en continu                                        |
|      | TVN24 BiŚ (Biznes i Świat) | chaîne d'information en continu axée sur l'économie                    |
|      | TVN Style                  | chaîne thématique à destination des femmes                             |
|      | TVN Turbo                  | chaîne thématique à destination des hommes                             |
|      | TVN Fabuła                 | chaîne thématique consacrée aux films et séries                        |
|      | HGTV                       | chaîne thématique consacrée à la maison et au jardin                   |
|      | Mango                      | chaîne thématique consacrée au téléachat                               |
|      | NTL Radomsko               | chaîne de télévision locale émettant à destination de Łódź et Radomsko |
|      | Food Network               | version polonaise des deux chaînes américaines du groupe Discovery     |
|      | Travel Channel             | version polonaise des deux chaînes américaines du groupe Discovery     |
|      | iTVN                       | chaînes internationales émettant pour les polonais vivant à l'étranger |
|      | iTVN Extra                 | chaînes internationales émettant pour les polonais vivant à l'étranger |